# Ni pour ni contre (bien au contraire)
Ni pour ni contre (bien au contraire) é um filme francês de 2003, realizado por Cédric Klapisch e com Marie Gillain, Vincent Elbaz e Simon Abkarian nos principais papéis.

## Sinopse
Caty, uma operadora de câmara, conhece Jean, chefe de uma quadrilha, que lhe propõe filmar um assalto que está a planear em troca de uma avultada quantia de dinheiro. Intrigada, ela acaba por aceitar e, logo, reúne-se com os colegas de Jean, com quem vai descobrir o mundo da noite, cabarés e armas de fogo. Caty habitua-se a este dinheiro ganho fácil e rapidamente.
Para o último grande assalto, ela aceita apresentar-se como uma prostituta a um diretor de depósitos monetários, a fim de desativar os alarmes que o protegem. Porém, este assalto não vai decorrer exatamente como o previsto.

## Elenco
- Marie Gillain… Caty
- Vincent Elbaz… Jean
- Simon Abkarian… Lecarpe
- Dimitri Storoge… Loulou
- Zinedine Soualem… Mouss
- Natacha Lindinger… Caprice
- Jocelyn Lagarrigue… Gilles
- Pierre-Ange Le Pogam… o diretor do depósito
- Diane Kruger… Prune/Margot
- Thierry Levaret… o guarda
- Didier Flamand… um journalista
- Cédric Klapisch… um journalista (cameo)